# Dovilė Šakalienė
Dovilė Šakalienė, née le 1er juin 1978 à Kaunas, est une psychologue, journaliste et personnalité politique lituanienne occupant le poste de ministre de la Défense depuis le 12 décembre 2024.
Elle est membre du Seimas depuis 2016 et a auparavant travaillé comme psychologue et défendeuse des droits de l'homme.

## Biographie
Dovilė Šakalienė obtient une licence en psychologie de l'université de Vilnius en 2001. Elle obtient ensuite un diplôme en psychologie juridique à l'université Mykolas Romeris en 2003. De 2004 à 2016, elle travaille à l'Institut lituanien de surveillance des droits de l'homme, où elle critique les propositions législatives restreignant les droits LGBT et le droit à l'avortement.
De 2011 à 2015, elle anime l'émission « Homme à homme » sur Žinių radijas et est journaliste accréditée auprès du Conseil de l'Europe de 2012 à 2016.

### Carrière politique
Dovilė Šakalienė entre en politique comme candidate indépendante sur la liste de l'Union lituanienne agraire et des verts lors des élections parlementaires lituaniennes de 2016. Elle quitte ce groupe parlementaire en 2017, invoquant des divergences sur les lois de protection de l'enfance, et rejoint le Parti social-démocrate de Lituanie.
Au cours de son mandat de députée au Seimas, elle introduit des amendements à la loi sur la protection des droits de l'enfant, pour interdire les châtiments corporels et redéfinir la maltraitance envers les enfants pour y inclure la maltraitance psychologique et la négligence.
Le 22 mars 2021, elle fait l'objet de sanction du gouvernement chinois après les sanctions de l'Union européenne sur le  Xinjiang.
Après l'invasion russe de l'Ukraine en 2022, elle héberge une famille de réfugiés ukrainiens et plaide en faveur de politiques de défense européennes plus fortes.
Après les élections législatives lituaniennes de 2024, elle est nommée par le Premier ministre Gintautas Paluckas au poste de ministre de la Défense nationale. Elle prend ses fonctions le 12 décembre 2024, succédant à Laurynas Kasčiūnas.